# Medium Mark I
De Medium Mark I werd na de WOI ontwikkeld door Vickers. De tank kwam in 1923 in dienst in het Britse leger en diende tot 1938. Er werden verscheidene varianten ontwikkeld en het design leidde tot de Medium Mark II. De Medium Mark I verving de verouderde Mark V en Medium Mark C tanks.

## Ontwikkeling
Na de WOI werd het aantal Britse gepantserde bataljons teruggebracht naar vijf. Deze bestonden vooral uit de Mark V en de Medium Mark C uit de Eerste Wereldoorlog. Het War Office was zich reeds bewust van de veroudering van de tanks. Er bleef een aanzienlijk geldbedrag beschikbaar voor de ontwikkeling van tanks, onder andere de zware amfibie tank Medium Mark D. Deze werd onder leiding van C. Johnson ontwikkeld. Dit project eindigde spijtig genoeg in een drama. Ondanks een grote investering was het kolonel Johnson niet gelukt een succesvol design op tafel te krijgen. Dit was deels te wijten aan de verkeerde uitgangsvisie, de ingenieurs richtten zich te veel op een tank die vergelijkbare technieken gebruikten met de reeds verouderde tanks uit de WOI. Gelukkig was er naast dit programma van het 'War Office' nog een programma op Vickers' eigen initiatief. Ze ontwikkelden een licht bepantserd voertuig (AFV).
Terwijl in 1921 het Mark D-project op de klippen liep, produceerde Vickers twee testvoertuigen van hun eigen project, de Vickers Light tank. Een van de voertuigen was bewapend met enkel machinegeweren (female: vrouwelijk) en één voertuig met een 47mm kanon (male:mannelijk). Deze termen stamden nog uit de WOI. Deze tank bleek te geavanceerd en te modern voor zijn tijd. De transmissie was uniek doch ingewikkeld en onbetrouwbaar. Daarom werd dit project van de baan geschoven, maar het leidde wel deels tot een nieuw ontwerp van een nieuw type; de A2E1 Light Tank Mark I. Dit project verliep goed en werd in 1923 door het War Office goedgekeurd voor productie en er werd een order geplaatst. De naam werd veranderd in (Vickers) Medium Mark I. Van deze eerste versie werden uiteindelijk 30 voertuigen geproduceerd. Daarna kwamen er meerdere versies waar er ook een redelijk aantal van gebouwd zijn. Uiteindelijk zijn er ongeveer 140 tanks geproduceerd.

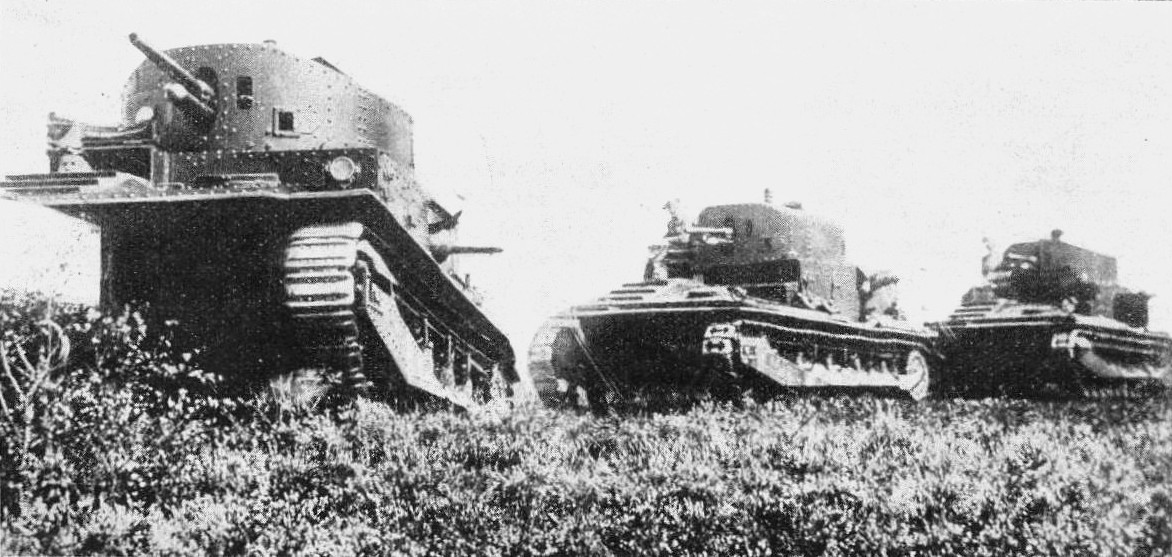
Drie Mark I's tijdens een oefening

In 1925 werd de Vickers Medium Mark II ontwikkeld op basis van de Mark I en deze werd ook in productie genomen. De Mark II verving alweer vanaf 1926 de Mark I. De laatste Mark I tanks werden uiteindelijk in 1938 uitgefaseerd en vervangen voor de Cruiser Mark I tanks. Hierdoor heeft de Mark I geen dienst gedaan in een oorlog en geen schot gelost in een vijandelijk conflict.

## Beschrijving

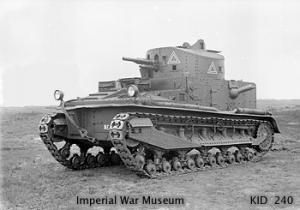
De Mark IA*

De Medium Mark I was de allereerste Britse tank met het hoofdwapen in een 360 graden draaibare koepel. De koepel was vergelijkbaar met de koepels die waren geplaatst op pantserwagens van Rolls-Royce. Deze hadden een ronde vorm, maar beide zijkanten van het dak helden naar beneden. De commandant had beschikking over een periscoop en er waren ook kijkgaten aangebracht. De tank had een bemanning van vijf personen. De pantserplaten hadden een dikte van 6,5mm. Aan de voorkant was de bepantsering wel afgeschuind, maar de zij- en achterkant waren kaarsrecht en zo redelijk slecht beschermd voor vijandelijk vuur. Van vooraf gezien lag aan de rechterkant de transmissie met een vier-versnellingsbak, die bediend kon worden met een pook. De versnelling miste een goede ondersteuning, waardoor schakelen een geluid gaf alsof de transmissie ieder ogenblik uit elkaar kon springen. De benzinetanks lagen volledig achter in de tank. De 90 pk 8-cilinder Armstrong-Siddeley benzine motor haalde een topsnelheid van 24 km per uur en had een bereik van 190 km. De tank was bewapend met een drie ponder Ordnance QF (Quick Firing: snelvuur) 47mm kanon, vier .303 (7.7 mm) Hotchkiss Mark I (Engelse variant van de Hotchkiss 7,7mm M1909 Benét–Mercié) machinegeweren en twee .303 Vickers machinegeweren. Het gewicht van de tank kwam uiteindelijk op 11,7 ton.

## Versies
De Medium Mark I is in verschillende versies gebouwd:

### Medium Mark IA
Bij deze versie werd de dikte van de zijbepantsering verdikt van 6,5 naar 8 millimeter. Ook werd er een machinegeweer in de achterzijde van de koepel gemonteerd voor extra verdediging tegen infanterie. Van deze versie werden 50 voertuigen gebouwd. Na de bouw kwamen er echter technische problemen met het chassis aan het licht, die ook problemen veroorzaakten bij de Mark I. Daarom werd van alle 80 reeds gebouwde voertuigen het chassis aangepast. Onder andere werden de steunrollen vervangen.

### Medium Mark IA*
De vier Hotchkiss Mark I 7,77 mm machinegeweren werden vervangen door één Vickers .303 machinegeweer. Ook werd er bij deze versie een commandantsluik op de koepel geplaatst. Deze werd dankzij zijn vorm de ‘bisschopsmijter’ genoemd.

### Medium Mark IC
Een klein aantal tanks werd gebouwd als de C versie. Deze had in plaats van het drie-ponder 47mm-kanon een 15-ponder houwitser als hoofdbewapening en was vooral bedoeld om de soft targets (bijv. infanterie, cavalerie) aan te vallen. Op de zijkant werden machines geïnstalleerd die een rookgordijn konden leggen.

### Vickers Wheel-cum-track Mark I
Dit model verscheen in 1926. deze versie had de bijzonder mogelijkheid om zowel op wielen als op rupsbanden te kunnen rijden. (Wheel-cum-track: Wielen met rupsbanden). Dit was bedoeld om de snelheid op wegen te verhogen en om de slijtage van de rupsbanden tegen te gaan. Dit ingenieuze systeem bleek geen succes. De tank was met zijn 11,7 ton te zwaar om op vier wielen te kunnen rijden. Mede om die reden nam de snelheid niet met bijzondere mate toe. Het systeem werd zowel op de Mark I als op de Mark IA getest.

### Ricardo
In één tank werd de Armstrong-Siddeley-motor vervangen voor een Ricardo 90pk-motor. Waarom dit is gedaan is niet met zekerheid te zeggen. Waarschijnlijk werd er getest of deze motor een positiever brandstofverbruik had, zodat de tank niet alleen goedkoper in gebruik zou zijn, maar ook een groter rijbereik zou hebben.